# Buick 8
Buick 8 (From a Buick 8) è un romanzo horror scritto da Stephen King e pubblicato negli USA il 24 settembre 2002 e il 14 gennaio 2003, in Italia.
È il secondo libro di King che narra di una macchina soprannaturale (il primo fu Christine. La macchina infernale), e come questo è ambientato in Pennsylvania. Anche il racconto breve Camion conteneva eventi paranormali che coinvolgevano veicoli.
Secondo la copertina: «Buick 8 è un romanzo che racconta il nostro fascino per le cose morte, la nostra necessità di risposte quando non esistono, il terrore ed il coraggio davanti all'ignoto». Si tratta di una «meditazione sulla natura indecifrabile delle nostre esistenze».
Il titolo è ispirato a quello di una canzone di Bob Dylan, From a Buick 6.
L'editore indipendente Cemetery Dance Publications ha pubblicato una versione limitata del libro che ora è rivenduto su eBay per oltre 500 dollari.
Stephen King disse di essere stato ispirato alla scrittura del libro durante un viaggio fatto nel 1999. Si fermò ad una stazione di servizio nell'ovest della Pennsylvania. Guardandosi attorno scivolò e quasi cadde in un fiumiciattolo. L'idea che potesse non essere ritrovato per molto tempo lo portò ad ideare la storia. Nel libro King descrive un incidente automobilistico fatale e, quasi per coincidenza, King stesso ne fu vittima e venne quasi ucciso nel tardo '99. In ogni caso, disse di non aver modificato nulla nella storia per poter assomigliare al suo incidente.

## Trama
Il romanzo è una serie di ricordi di alcuni membri della Troop D, una stazione di polizia della Pennsylvania. Dopo che Curt Wilcox, un membro della squadra, viene ucciso da un guidatore ubriaco, suo figlio Ned inizia a visitare la Troop D. I poliziotti lo prendono subito in simpatia, ed iniziano a parlargli della "Buick 8" del titolo.
La macchina sembra una vecchia Buick Roadmaster del 1954, e fu lasciata in una stazione di rifornimento da un uomo misterioso che scomparve subito dopo averla rifornita. L'auto fu presa in custodia dalla polizia e dimenticata in un capannone. L'auto, come scoprirono in seguito, non è propriamente una macchina. Sembra essere una Buick, ma le ruote non sterzano, gli strumenti sul cruscotto sono solo disegnati e la macchina si auto-ripara quando arrugginisce o si ammacca.
Sandy Dearborn è il narratore principale del libro, e racconta la storia di Ned, accennando a varie cose che riguardano la macchina, e l'attrazione che il padre mostrava per lei. La macchina produce continui "terremoti di luce", flash luminoso per un lungo periodo di tempo, ed occasionalmente "partorisce" strane creature che mai si sono viste al mondo. Due persone sono sparite nei pressi della macchina - un agente di nome Ennis ed un ragazzo, Brian Lippy, arrestato per guida in stato d'ubriachezza e sotto l'effetto di polvere d'angelo.
Dopo aver sentito la storia della Buick e di come il segreto è stato mantenuto per così tanto tempo, Ned si convince che la macchina ha a che fare con la morte del padre. Dopotutto, il garzone della pompa di benzina che per primo vide l'auto, seduto di fronte alla stazione, è lo stesso che, anni dopo, ucciderà suo padre. Ned è determinato a distruggere la Buick, ma prima che ci riesca Sandy Dearborn si rende conto che la Buick, in effetti, vuole portare Ned nel mondo che controlla come sacrificio.
Sandy torna al capannone e trova Ned seduto nella macchina, ed appena lo tira fuori la Buick si trasforma in un portale, tentando di bloccarli all'interno. Gli altri agenti arrivano, e decidono di liberare Ned e Sandy, ma non prima che Sandy veda di sfuggita nel portale aperto i resti di Ennis e Brian Lippy dall'altro lato.
Il libro si chiude con Ned che si unisce alle forze di polizia dopo aver lasciato il college, e si avvicina con Sandy al capannone B, dove è depositata l'auto. Il parabrezza della Buick è rotto, e Ned crede che stia per morire, avendo speso le ultime energie nella lotta contro di loro.

## Argomenti
L'argomento principale del libro è che ci sono cose che compaiono nel nostro mondo e che non capiremo mai. L'esempio più ovvio è la Buick stessa. Non capiremo mai da dove è venuta o chi fosse l'uomo misterioso che ce la portò. Nella storia, Sandy la paragona a Dio - nessuno conosce i suoi piani, nessuno può capirlo. Ned diventa frustrato appena conosce la storia, vuole spiegazioni, e Sandy spiega a lui e a noi che non esistono risposte. Anche Curt Wilcox, il padre di Ned affascinato dalla Buick, morì ficcando il naso in queste faccende.
Un altro argomento è il passaggio di eredità padre-figlio. Curt si attacca alla Buick in un modo che nessuno degli altri agenti fa. Si focalizza su di lei, tenta di scoprirla. Suo figlio Ned fa lo stesso, ed è per questo che tenta di distruggerla. Quando Ned ammette di ritenere che un giorno la macchina se ne andrà, Sandy risponde che Ned gli sembra felice per la prima volta.
Quello che il padre ha iniziato, il figlio ha finito.

## Edizioni
- Stephen King, Buick 8, traduzione di Stefano Bortolussi, collana Narrativa, Sperling & Kupfer, 2003,  p. 470, ISBN 88-200-3463-8.